# Aratinga chloropter
Aratinga chloroptera é uma espécie de ave da família Psittacidae.
Pode ser encontrada nos seguintes países: República Dominicana, Guadeloupe, Haiti e Porto Rico.
Os seus habitats naturais são: florestas secas tropicais ou subtropicais, florestas subtropicais ou tropicais húmidas de baixa altitude, regiões subtropicais ou tropicais húmidas de alta altitude e terras aráveis.
Está ameaçada por perda de habitat.